# Буйносовы-Ростовские
Буйносовы-Ростовские — угасший в конце XVII века русский княжеский род; Рюриковичи, ветвь Ростовского княжеского дома (линия князей Ростовских-Борисоглебских). Род князей Буйносовых внесён в Бархатную книгу.
Родоначальник князь Иван Александрович Хохолков по прозвищу Буйнос, правнук владетельного Ростовского князя Андрея Александровича, Рюрикович в XX колене, уже служил Москве. Его младший сын Буйносов-Ростовский, Иван Иванович Меньшой, имел пять сыновей, из которых наиболее заметную роль в истории сыграли Пётр Иванович и Василий Иванович Белоголовый.
Правнучка основателя рода — княжна Екатерина Петровна Буйносова-Ростовская, дочь белгородского воеводы князя Петра Ивановича — была второй женой царя Василия Шуйского. При вступлении в брак имя ей заменили на Мария. Данный брак способствовал возвышению рода Буйносовых и других князей Ростовских при Василии Шуйском. Её сестра Мария была женой князя Ивана Михайловича Воротынского, одного из членов «Семибоярщины». Князь Юрий Петрович, брат царицы, был в 1627 году стольником, в 1640 году пожалован боярством. Последний представитель рода, племянник царицы (сын её старшего брата) князь Алексей Иванович, стольник, был тобольским воеводой в 1657 году.

## Известные представители
- Буйносов-Ростовский, Алексей Иванович (ум. 1665) — стольник и воевода, единственный сын воеводы и кравчего князя И. П. Буйносова-Ростовского от брака с княжной Марией Куракиной.
- Князь Ростовский-Буйнос, Иван Александрович (Хохолков) — воевода на службе московским царям Ивану III и Василию III.
- Князь Буйносов-Ростовский, Иван Иванович Меньшой — воевода на службе московскому царю Ивану IV.
- Буйносов-Ростовский, Пётр Иванович (?—1607) — думный дворянин, затем боярин и воевода.
- Князь Буйносов-Ростовский, Юрий Петрович (ум. 1661) — русский боярин и воевода.
- Буйносова-Ростовская, Мария Петровна (ум. 1626) — русская царица, дочь князя Петра Ивановича Буйносова-Ростовского, в девичестве Екатерина, жена царя Василия Шуйского.
- Князь Буйносов-Ростовский Иван Петрович — московский дворянин в 1627-1640 г[4].